# Lupinus alopecuroides
Lupinus alopecuroides är en ärtväxtart som beskrevs av Louis Auguste Joseph Desrousseaux. Lupinus alopecuroides ingår i släktet lupiner, och familjen ärtväxter. Inga underarter finns listade i Catalogue of Life.